# Alberto Ruiz-Giménez
Alberto Ruiz-Giménez León (Madrid, 23 de agosto de 1945-ibidem, 14 de diciembre de 2002) fue un piloto de rally español. Conocido con el sobrenombre de «el Oso» fue un prolífico piloto que ganó el campeonato de España en 1970, en 1968 en la categoría de turismos y obtuvo diversas victorias a lo largo de su carrera en especial durante su etapa con la Escudería Repsol. Compitió ocasionalmente también en pruebas de circuito tanto en España como en el extranjero.

## Trayectoria
En sus inicios fue copiloto de varios pilotos como su hermano Enrique Ruiz-Guiménez, Carlos Llagostera, Pedro Puche o Jorge de Bagration con el que lograría un tercer puesto en el Rally de Ourense de 1967 y la victoria en el Rally Valle de Arán del mismo año. Esa temporada también participó por su cuenta en el Rías Baixas con un Renault 8 Gordini donde abandonó por accidente y se subió de nuevo al podio en el Rally Costa del Sol con un Alpine-Renault A110.
Al año siguiente fue piloto oficial de Renault y a bordo del Renault 8 Gordini, sumó una victoria en el Rally Fallas y cuatro podios más en el Vasco Navarro, Critérium Luis de Baviera, Oviedo y el 2000 Virajes. En 1969 inició su etapa con la Escudería Repsol con el que lograría sus mejores resultados a nivel nacional. A bordo de un Lancia Fulvia sumó dos podios en el Costa Brava y el Vasco Navarro y probó el Porsche 911 S sin éxito en el Rías Baixas y el Barcelona-Andorra ya que no logró terminar ninguna de las dos.
En 1970 disputó el Rally Fallas con un SEAT 1430 consiguiendo la cuarta plaza y disputó el resto de la temporada con el Porsche 911 S con el que lograría una victoria en Ourense y seis podios más en el Baviera, Oviedo, RACE, 2000 Virajes, Barcelona-Andorra y el Firestone. En la última cita del año, el Costa del Sol su compañero y jefe de equipo Eladio Doncel decidió no participar lo que le permitió proclamarse campeón de España a pesar de no terminar la prueba.
En 1971 firmó su mejor temporada. Acudió a las diecinueve pruebas del calendario y tan solo abandonó en el rally Costa Brava, mientras que en el resto sumó un total de ocho victorias y diecisiete podios. A pesar de ello solo pudo ser subcampeón ya que Lucas Sainz que competía con vehículos de producción nacional (Renault) se vio beneficiado por el reglamento que perjudicaba a las monturas de marcas extranjeras. En la última prueba el Costa del Sol, el equipo de Ruiz-Giménez reclamó varias irregularidades en la misma pero todas fueron desestimadas y en una posterior entrevista afirmó: «que se revise el reglamento del campeonato [...] No entiendo cuáles son los propósitos de un reglamento que consiente que a un coche de fabricación nacional le baste con su victoria en esta categoría, aunque quede cuarenta de la general, para conseguir los mismos puntos que el segundo absoluto».
Participó luego en la Vuelta Automovilista a España en 1973 y años después en el Rally de Montecarlo de 1990 con un Lancia Delta Integrale terminando en la posición 67.ª.

### Circuitos
Probó en diferentes pruebas de circuito e incluso de montaña. En 1969 disputó la Targa Florio con un Lancia Fulvia terminando en la decimoctava posición. También en la Subida a Trento-Bondome con un Porsche 911T donde ganó en su categoría y luego en cinco pruebas más del campeonato de Europa de esa temporada donde fue tercero en Montseny, Mont-Ventoux y Cesana-Sestrière. En circuitos disputó las 3 Horas del Jarama y las 12 Horas de Barcelona. 
En 1972 participó en la Coupes de Vitesse y las 4 Horas del Jarama con un Ford Capri sin lograr terminarlas y al año siguiente también con el Capri en las 4 Horas de Monza donde logró subirse al podio al conseguir el tercer puesto. Posteriormente acudió a las 6 Horas de Nürburgring, las 24 Horas de Spa y las 4 Horas de Zandvoort con menor fortuna, ya que no terminó ninguna de las tres. En España también participó en el Gran Premio Ciudad de Alcañiz donde logró la victoria con el Ford Capri.

## Palmarés

### Resultados campeonato de España de rally
| Año  | Equipo                   | Automóvil           | 1     | 2       | 3     | 4       | 5     | 6     | 7       | 8     | 9       | 10      | 11    | 12      | 13     | 14      | 15    | 16      | 17    | 18    | 19    | Pos. | Puntos |
| ---- | ------------------------ | ------------------- | ----- | ------- | ----- | ------- | ----- | ----- | ------- | ----- | ------- | ------- | ----- | ------- | ------ | ------- | ----- | ------- | ----- | ----- | ----- | ---- | ------ |
| 1967 |                          | Renault 8 Gordini   | CLB   | INV     | GER   | CBR     | OUR   | FAL   | RBA Ret |       |         |         |       |         |        |         |       |         |       |       |       |      |        |
| 1967 | Alpine-Renault A110 1300 |                     |       |         |       |         |       |       | CDO     | ESP   | FIR     | ARA     | VIR   | 600     | BAN    | 3CO     | CDS 3 |         |       |       |       |      |        |
| 1968 | FASA-Renault             | Renault 8 Gordini   | INV   | FAL 1   | VAS 3 | BAV 2   | COS 4 | MON   | OUR Ret | PLA 5 | COR     | RIA Ret | CDO 3 | ESP Ret | GER 10 | FIR 6   | VIR 3 | BAN Ret | 600 5 | CDS   | 3CO   |      |        |
| 1969 | Escudería Repsol         | Lancia Fulvia       | CBR 3 | VCN 3   | OUR 6 |         | CDO   | ESP 4 |         | 2VI ? |         |         |       |         |        |         |       |         |       |       |       |      |        |
| 1969 | Escudería Repsol         | Porsche 911 S       |       |         |       | RBX Ret |       |       | FIR Ret |       | BAN Ret | CDS     |       |         |        |         |       |         |       |       |       |      |        |
| 1970 | Escudería Repsol         | SEAT 1430           | CBR   | FLL 4   |       |         |       |       |         |       |         |         |       |         |        |         |       |         |       |       |       | 1º   | 430,4  |
| 1970 | Escudería Repsol         | Porsche 911 S       |       |         | VCN 4 | CLB 2   | PIK 4 | 500   | OUR 1   | RBX   | CDO 3   | ESP 2   | 2VI 2 | BAN 2   | FIR 2  | CDS Ret |       |         |       |       |       | 1º   | 430,4  |
| 1971 | Escudería Repsol         | Porsche 911 S       | FLL 1 | CBR Ret | VCN 2 | CGU 2   | CLB 1 | GIJ 2 | 500 1   | RIO 1 | OUR 2   | CID 2   | RBX 2 | BOS 1   | CDO 1  | SHE 2   | ESP 5 | FIR 2   | BAN 1 | 2VI 2 |       | 2º   | 487,2  |
| 1971 | Escudería Repsol         | Fiat Abarth 2000 OT |       |         |       |         |       |       |         |       |         |         |       |         |        |         |       |         |       |       | CDS 1 | 2º   | 487,2  |

## Vida familiar
Hijo de José Ruiz-Giménez Cortes y de Pilar de León Barea. Era sobrino del político y abogado Joaquín Ruiz-Giménez y nieto de Joaquín Ruiz Jiménez que fuera Ministro de Instrucción en España y  alcalde de Madrid. Tuvo tres hermanos: Enrique, Juan Antonio y Carlos. Se casó con Carmen Dolores Perdigon Sabina y tuvo dos hijos: Alberto y Vanessa Ruiz-Giménez Perdigon.
Junto con su hermano Enrique formó parte del consejo de administración de la empresa Sociedad Arese Motor, la cual quebró en 1995.